# 4-HO-DALT
4-HO-DALT（4-羟基-N,N-二烯丙基色胺）是一种色胺衍生物，化学式为C16H20N2O，可作为迷幻药物，最早由亚历山大·舒尔金在1997年的书《TiHKAL》中描述。